# Marquesat d'Alella
El marquesat d'Alella és un títol nobiliari concedit el 3 de juny de 1889 durant el regnat d'Alfons XIII, per la reina Regent Maria Cristina d'Habsburg Lorena, a favor de Camil Fabra i Fontanills, senador del regne i alcalde de Barcelona. A aquest li succeí el seu fill Ferran Fabra i Puig. Ha passat recentment a la família Peláez.
La seva denominació fa referència al municipi d'Alella (Maresme), on estiuejava el seu primer titular.

## Marquesos de Alella
|                                              | Titular                                      | Període                                      |
| Creació per Maria Cristina d'Habsburg Lorena | Creació per Maria Cristina d'Habsburg Lorena | Creació per Maria Cristina d'Habsburg Lorena |
| -------------------------------------------- | -------------------------------------------- | -------------------------------------------- |
| I                                            | Camil Fabra i Fontanills                     | 1889-1902                                    |
| II                                           | Ferran Fabra i Puig                          | 1902-1944                                    |
| III                                          | Maria Eugènia Fabra i Boada                  | 1945-                                        |
| IV                                           | Joan Peláez i Fabra                          | 1967-actual titular                          |

## Història dels marquesos d'Alella
- Camil Fabra i Fontanills (1833-1902), I marquès d'Alella.

1. Casà amb Dolors Puig i Cerdà. El succeí el seu fill:

- Ferran Fabra i Puig (1866-1944), II marquès d'Alella.

1. Casà amb Maria de Sentmenat i de Patiño. El succeí, del seu fill Joan Fabra i de Sentmenat (1892-1937), II marquès d'Aguilar de Vilaür, que casà amb Adela Boada i Ribas, llur filla, per tant la seva neta:

- Maria Eugènia Fabra i Boada (1920-1965[3]), III marquesa d'Alella, III marquesa d'Aguilar de Vilaür.

1. Casà amb Dionís Peláez i Latorre. La succeí, per cessió, el seu fill:

- Joan Peláez i Fabra (n. el 1940), IV marquès d'Alella, IV marquès d'Aguilar de Vilaür.

1. Casà amb Inés de Sarriera i Fernández de Muniain.
2. Casà, en segones núpcies, amb Macarena Herrero i Pérez-Gamiz.